# Jo Bo-ah
Jo Bo-ah (hangŭl: 조보아), nata Jo Bo-yoon (hangŭl: 조보윤) (Daejeon, 22 agosto 1991) è un'attrice sudcoreana.

## Biografia
Jo Bo-ah nasce con il nome Jo Bo-yoon il 22 agosto 1991 a Daejeon, Corea del Sud, e ha una sorella di quattro anni più piccola. Dopo aver frequentato la Daejeon Banseok High School, decide di diventare un'attrice nonostante le opposizioni dei genitori e nel 2012 viene ammessa all'università di Sungkyunkwan nel dipartimento di arti dello spettacolo. Dopo un piccolo ruolo nella sitcom Cheongdam-dong sarayo, Jo ottiene una parte nel dorama giapponese Koisuru maison ~Rainbow Rose~; partecipa come concorrente ad alcune puntate del programma Made in U prima di lasciarlo per interpretare il suo primo ruolo da protagonista nel drama Dakchigo kkonminam band nel 2012; lo stesso anno fa da modella nella pubblicità del cioccolato della Lotte Ghana. Da ottobre 2012 a marzo 2013 appare nel drama Ma-ui con Jo Seung-woo e Lee Yo-won, e presenta, insieme a Kim Woo-bin, gli episodi del 4 e 11 aprile 2013 del programma M! Countdown.
Nel 2014 debutta al cinema nel ruolo di una teenager seducente e problematica che nutre un'ossessione per il proprio insegnante di ginnastica nel thriller erotico Gasi, diretto da Kim Tae-gyun, per il quale riceve commenti positivi; ottiene anche la parte della sirena Ha-ni nel drama Ing-yeo gongju, in onda dal 7 agosto 2014. Il 28 gennaio 2015 entra nel cast del nuovo drama poliziesco di OCN Siljong noir M, al quale seguono il serial Butakhae-yo, eomma, per il quale vince il premio "Miglior giovane attrice" ai Grimae Awards, e la webserie Yeon-ae sepo. Nel 2016 appare nel videoclip del brano "Remember That" dei BtoB.

## Filmografia

### Cinema
- Gasi (가시), regia di Kim Tae-gyun (2014)

### Televisione
- Dakchigo kkonminam band (닥치고 꽃미남 밴드?) – serie TV (2012)
- Koisuru maison ~Rainbow Rose~ (恋するメゾン。〜Rainbow Rose〜?) – serie TV (2012)
- Ma-ui (마의?) – serie TV (2012)
- Ing-yeo gongju (잉여공주?) – serie TV (2014)
- Siljong noir M (실종느와르 M?) – serie TV (2015)
- Butakhae-yo, eomma (부탁해요, 엄마?) – serie TV (2015-2016)
- Yeon-ae sepo (연애세포?) – webserie (2015)
- Monster (몬스터?) – serie TV (2016)
- Urijib-e saneun namja (우리집에 사는 남자?) – serie TV (2016)
- Sarang-ui ondo (사랑의 온도) – serie TV (2017)
- Boksu-ga dorawatda (복수가 돌아왔다?) – serie TV (2018-2019)
- Forest (포레스트?) – serie TV (2020)
- La leggenda della volpe a nove code (구미호뎐?) – serie TV (2020)
- Per amore e per destino (이 연애는 불가항력?, I yeon-aeneun bulgahangnyeokLR) – serie TV (2023)
- La leggenda della volpe a nove code 1938 (구미호뎐 1938?, Gumihodyeon 1938LR) – serie TV (2023) – cameo

## Riconoscimenti
| Anno | Premio           | Categoria                  | Ricevente          | Risultato       |
| ---- | ---------------- | -------------------------- | ------------------ | --------------- |
| 2015 | Grimae Awards    | Miglior nuova attrice      | Butakhae-yo, eomma | Vincitore/trice |
| 2015 | KBS Drama Awards | Premio popolarità, attrice | Butakhae-yo, eomma | Vincitore/trice |
| 2015 | KBS Drama Awards | Miglior nuova attrice      | Butakhae-yo, eomma | Candidato/a     |